# Шаталов, Александр Николаевич
Алекса́ндр Никола́евич Шата́лов (10 ноября 1957, Краснодар — 15 февраля 2018, Москва) — советский и российский поэт, критик, издатель, сценарист, редактор, консультант, телеведущий и журналист.

## Биография
Окончил Московский институт инженеров гражданской авиации (МИИГА). С 1985 года занимается критикой и поэзией. Первая публикация вышла в журнале «Литературное обозрение». Работал редактором поэзии в издательстве «Молодая гвардия», корреспондентом в газете «Вечерняя Москва» (1984—1990), консультантом по делам издательств Союза писателей СССР. Был литературным агентом Э. Лимонова и Н. Медведевой.
В 1990 году создал (вместе с С. Надеевым) сначала литературно-художественный журнал «Глагол», а на его основе издательство, в котором впервые были изданы на русском языке романы Дж. Болдуина, У. Берроуза, С. Спендера, Э. Форстера, Ч. Буковски, а также первые издания Э. Лимонова, Н. Медведевой, Е. Харитонова, Н. Садур, М. Волохова, А. Васильева, А. Галича и других авторов. Член Союза писателей СССР (1991), Союза писателей Москвы (1993), русского ПЕН-клуба. Заместитель председателя комиссии по литературному наследию Александра Галича при Союзе писателей СССР.
С 1993 года вёл регулярные книжные обзоры по телевидению (Российские университеты, НТВ, РТР, Культура, Домашний). Автор и ведущий телевизионной программы «Графоман». С 2013 года состоял в партии «Западный выбор».
В 2010-е годы выступил автором сценария документального фильма «Матрона Московская» (2010), а также автором документальных лент «Оскар Рабин. Счастливый путь» (2010), «Небосвод Эрика Булатова» (2010), «Весна во Флоренции. Сцены из жизни художника Эрика Булатова» (2012) (совместно с Т. Пинской), «Немухинские монологи» (2014), «Олег Целков. Я не здешний, я чужой» (2015). «Алфавит инакомыслия. История журнала „А-Я“ Игоря Шелковского» (2018) в двух сериях, «Поленов» (2019). Был постоянным автором статей в журнале The New Times.
Скончался 15 февраля 2018 года около 15:30 у себя дома после продолжительной тяжёлой болезни. По свидетельству Эдуарда Лимонова, у Шаталова за несколько лет до смерти был диагностирован ВИЧ, а затем «у него обнаружился рак лимфы …, и этот рак интенсифицировал его ВИЧ-инфекцию».
Прах Александра Шаталова был захоронен на Миусском кладбище в могиле матери и брата на участке 2.

## Творчество
Автор пяти поэтических книг и переводов с языков народов СССР. Первый сборник вышел в издательстве «Молодая гвардия» (совместно с тремя другими авторами — участниками VIII Всесоюзного совещания молодых писателей). В предисловии к нему Е. Ерёмина писала, что автор «точен в психологическом письме, психологизм — одна из привлекательных сторон его творчества». В отзыве на книгу Ф. Гримберг также отмечала психологизм поэта и повышенную «требовательность лирического героя книг к себе», об этом писали и другие критики. Вторая книга поэта также была встречена довольно доброжелательно. Однако потом последовала долгая пауза и два последних по времени сборника вышли уже в США. Отраженные в них американские реалии, соединенные с реалиями отечественными, позволили говорить критикам о космополитизме авторской позиции, что разительно отличалось от содержания его первых сборников:

Поэзия александра шаталова  — это классика поколения конца века. поколения людей текучих как терминатор. поколения drug-queens и псилоцибиновых откровений гей-вечеринок и веселых фриков превративших московские коммуналки в сквоты поклонников комиксов и интернета. поколения сворачивающего с трубной на манхэттен заходящего выпить кофе с «травкой» в амстердамском кофе-шопе и выходящего через чёрный ход в районе парижских доков недалеко от централ-парка. поколения «игры doom» замершего на краю урбанистической пропасти в щемящем щенячьем и жадном ожидании любви — животворящей и пожирающей одновременно — любви-сквозняка которой нет ни повторения ни подтверждения — и тут же цинично защищающегося от неё — «надо учиться любить невсерьез/злобно и холодно вяло и просто». любви — как символа неосуществленной полноты бытия магического взаимопроникновения жизни и смерти ибо глядя на любимое тело мы всякий раз видим и его смерть. любви прорывающей жизни «непредсказуемый круг/где не вздохнуть но легко задохнуться» когда «жизнь без тебя это просто обман/но и с тобою она одинока» (именно про- а не раз- как прорыв в третье измерение так как круг принадлежит плоскости как спасение из лимба). любви-смерти-воскресения как права на единственный свободный выбор в городе меняющем имена как индийские божества лики но являясь то нью-йорком то москвою то калькуттой то парижем неизменно сохраняющем свою технологическую сущность. в городе «в котором пора бы мне знать/можно не жить, но всегда умирать»…

Стихи А. Шаталова переводились на английский, болгарский и немецкий языки. Были отмечены премией журнала «Новый мир» (1996), публиковались в ряде коллективных сборников.
В соавторстве с Ярославом Могутиным написал статьи о творчестве Чарльза Буковски и Джеймса Болдуина.

### Книги стихотворений
- «Прямая речь», Книга стихотворений, М., «Молодая гвардия», 1985.
- «В прошлом времени», Книга стихотворений, М., «Советский писатель», 1991. — ISBN 5-265-01934-0
- «Другая жизнь», Стихотворения, Хьюстон (США), «Глагол», 1996. — ISBN 5-87532-028-1
- «Стихи о любви и смерти», М., 1997.
- «JFK Airport», Стихотворения, Хьюстон (США), «Глагол», 1997. — ISBN 5-87532-033-8

### Проза
- «Ящик», М., «Глагол», Книжный клуб, 2009. — ISBN 5-87532-075-3

### Поэтические публикации
- Литературный сборник «Звезден час» (Болгария), 1987, подборка стихотворений
- Литературный сборник «Прегръедка» (Болгария), 1988, подборка стихотворений
- Журнал «Звезда», 1996, № 7. Подборка стихотворений
- Журнал «Новый мир», 1996, № 2, подборка стихотворений под общим названием «Изморозь, оторопь…»
- Журнал «Новый мир», 1996, № 6, подборка стихотворений под общим названием «Без начала и повода»
- Журнал «Новый мир», 1997, № 8, подборка стихотворений под общим названием «Семейные фотографии»
- Литературный альманах «URBI». 1996, СПб., подборка стихотворений
- Литературный сборник «Портфель», Издательство «Ардис» (США), 1996, подборка стихотворений
- Литературный журнал «Neue Literatur» (Германия), 1996, № 2, подборка стихотворений
- Журнал «Звезда», 1997, № 10, подборка стихотворений
- «Митин журнал», 2002, № 60, подборка стихотворений под общим названием «Цветок»

### Критические статьи
- «Надоело кричать, я хороший!…», «Литературная газета», 26.10.83 г.
- «Война мирков», «Литературная Россия», 20.11.87 г.
- «Против инерции», «Литературная Россия», 27.11.84 г.
- «В ожидании поступка», «Литературная Россия», 25.01.85 г.
- «Я не устану скакать по дороге. Книжный обзор», «Литературная Россия», 03.03.89 г.
- «Правда о времени. О прозе Ю. Давыдова», «Литературная Россия», 21.08.87 г.
- «В зеркале времени», газета «Вечерняя Москва», 22.05.87 г.
- «Имитаторы», «Молодой коммунист», № 3, 89 г.
- «И дом, и мир. О поэзии Т. Кузовлевой», «Литературная газета», 06.03.85 г.
- «Битники: История болезни. О прозе У. Берроуза», «Независимая газета», 04.08.93 г.
- «Ruruk Ivnev. Love before article 154», «Index On Cenzorship» (Лондон), № 1, 95 г.
- «The Last Unprintable Writer», «Index On Cenzorship» (Лондон), № 1, 95 г.
- «A Revolution Delayed», «Index On Cenzorship» (Лондон), № 1, 95 г.
- «A Novel with an Epigraph, Or A Family Portrait Against a Novel Backround», «The Russian», № 8, 95 г.
- «Yearning for Books During a Time Of Famine», «Moscow Times», 23.11.94 г.
- «По канве Рустама», Газета «Панорама» (США), 02.03.93 г.
- «Проблема выбора», «Литературная газета», 07.06.95 г.
- «Ласточкина школа. О кн. Н. Матвеевой», «Книжное обозрение», 31.01.95 г.
- «Душа моя устала и смущена… новые книги о С. Есенине», «Книжное обзрение», 03.10.95 г.
- «Нас надо собирать в букеты. О кн. Р. Нуреева», «Книжное обозрение», 15.08.95 г.
- «Не грусти! Я всего лишь на век уезжаю. О Поэзии А. Галича», в кн. «Петербургский романс», Изд. «Худ. лит», Л., 1989.
- «Я на этой земле останусь. О поэзии А. Галича», в кн. «Возвращение», Изд. «Музыка», Л., 1990.
- «Нечто вроде любви. О романе Дж. Болдуина», в кн. Дж. Болдуина «Комната Джованни», изд. «Глагол», М., 1993.
- «Великолепный мандарин. О прозе Эд. Лимонова», в кн. Эд. Лимонов «Это я — Эдичка», Изд. «Глагол», М., 1990 г.
- «Если быть честным. О стихах Эд. Лимонова», ж./ «Аврора», № 8, 1990,
- «Битники. История болезни»[16], изд. «Глагол», М., 1993.
- «Лиловый, как ирис. О прозе Ч. Буковски», в кн. Ч. Буковски «Истории обыкновенного безумия», Изд. «Глагол», М., 1997.
- «В сторону облаков. О поэзии Т. Бек». В кн. Т. Бек «Облака сквозь деревья», Изд. «Глагол», М., 1997.
- «Вечная юность. О поэзии А. Пурина», «Знамя», № 1, 96 г.
- «Предмет влюбленных междометий. К истории взаимоотношений Ю. Юркуна и М. Кузмина», «Вопросы литературы» № 4, 96 г.,
- «Мотылек. О Поэзии Д. Новикова», «Знамя», № 11, 96 г.
- «Пять книг о любви и страсти. Обзор кн. новинок», ж. «NRG», № 9, 98 г.
- «Пятнадцатилетние мужчины. О стихах А. Анашевича», ж. «Знамя», № 10, 99 г.
- «Александр Леонтьев. Сад бабочек. Книга третья. Цикады», «Знамя», № 8, 99 г.
- «Путешествие в страну мёртвых» ж. «Дружба народов», № 2, 02 г.
- «Сумеркин богов» ExLibris НГ, 12.03.09 г.
- «Поиски рая» The New Times, № 15 (200) от 25 апреля 2011 г.
- «Сфинкс моды» The New Times, № 35 (220) от 24 октября 2011 г.
- «Баловень трагической судьбы» The New Times, № 14 (242) от 16 апреля 2012 г.
- «Человек сезановской национальности» The New Times, № 30 (257) от 24 сентября 2012 г.
- «Другая Россия Михаила Нестерова» The New Times, № 14-15 (283) от 22 апреля 2013 г.

### Интервью
- Интервью с Алексеем Парщиковым, «Книжное обозрение», 2002
- Интервью с Евгением Евтушенко, телеканал «Культура», 2002
- Интервью с Евгением Рейном, телеканал «Культура», 2002
- «Литература — это всегда ностальгия», интервью с Василием Аксёновым, «Независимая газета» 27.09.02
- Беседа с Василием Аксёновым, телеканал «Культура», 2002
- «Я женщина красивая, но не роковая», интервью с Ренатой Литвиновой, телеканал «Культура», 2003
- «Толстой мной управляет», интервью с Маратом Гельманом, «Огонёк» № 8, 2007
- «Миллионеры — современные принцы», интервью с Оксаной Робски, «Огонёк» № 10, 2007
- «Карлсон — это глюк?», интервью с Эдуардом Успенским, «Огонёк» № 11, 2007;
- «Ходячая библиотека», интервью с Анатолием Найманом, «Огонёк» № 13, 2007
- «Не до сказки», интервью с Дмитрием Крымовым, «Огонёк» № 14, 2007
- «Мойиздат», интервью с Полиной Дашковой, «Огонёк» № 15, 2007
- «До и после Острова», интервью с Павлом Лунгиным, «Огонёк» № 18, 2007
- «Вдоль по НИЛу», интервью с Александром Ширвиндтом Архивная копия от 15 мая 2009 на Wayback Machine, «Огонёк» № 19, 2007
- «Я вообще не актёр», интервью с Юозасом Будрайтисом Архивная копия от 28 июня 2010 на Wayback Machine, «Огонёк» № 22, 2007
- «Тысячи книг и пуговиц», интервью с Александром Васильевым, «Огонёк» № 27, 2007
- «Период обогащения закончился», интервью с Мишелем Уэльбеком, «Огонёк» № 46, 2007
- «Я никогда не был диссидентом», интервью с Василием Аксёновым, «The New Times» № 27, 2009
- «Выбор чтения — это вопрос собственного достоинства», интервью с Людмилой Улицкой, «The New Times» № 32, 2009
- «У вас слишком много охранников», интервью с Катрин Денёв, «The New Times» № 35, 2009
- «Меня влекла какая-то неведомая сила», интервью с Владимиром Немухиным, «The New Times» № 39, 2010
- «Космос Эрика Булатова», интервью с Эриком Булатовым, «The New Times» № 05, 2011
- «Я захотел одеть улицу», интервью с Кензо Токадо, «The New Times» № 42, от 12 декабря 2011 г.
- Интервью Ивану Мартову на сайте «Горький»